# 小行星39699
小行星39699（39699 Ernestocorte）是一颗绕太阳运转的小行星，为主小行星带小行星。该小行星于1996年10月12日发现。
該小行星以美國企業家埃內斯托·科爾特（Ernesto Corte）命名。

## 轨道参数
小行星39699的轨道半长轴为2.3478615 UA，离心率为0.233。